# Talijanska književnost
Talijanska književnost je sva književnost pisana na talijanskom jeziku, pogotovo u Italiji. Može se odnositi i na djela koja su Talijani napisali na drugim jezicima koji se govore u Italiji. Literarna djela na talijanskom jeziku javljaju se od 13. stoljeća. Prije toga književnost nastaje uglavnom na latinskom, praktičnog je karaktera i dolazi iz redova crkvenjaka i njihovih učenika.
Istaknuta imena talijanske književnosti su toskanski pisci trecenta Dante Alighieri, Francesco Petrarca i Giovanni Boccaccio, koji udaraju temelje talijanskom književnom jeziku. Niccolò Macchiavelli (16. st.) daje doprinos svjetskoj političkoj filozofiji. Lodovico Ariosto i Torquato Tasso su značajni pisci epova. Carlo Goldoni je reformator komedije u 18 st. Ugo Foscolo, Alessandro Manzoni i Giacomo Leopardi djeluju u vremenima obilježenima baštinom Francuske revolucije i Napoleonom. Manzoni je bitna figura svjetskog romana, i model za talijanski književni jezik i stil uoči i nakon ujedinjenja Italije. Luigi Pirandello početkom 20. st. najavljuje avangardna kretanja i smatra se pretečom teatra apsurda. Italo Svevo je autor prvog talijanskog psihološkog romana. Filippo Tommaso Marinetti je tvorac Futurističkog manifesta. Alberto Moravia utemeljuje neorealizam. U drugoj polovici 20. stoljeća istaknuta imena su Italo Calvino, Umberto Eco, Dario Fo i drugi.

## Počeci
Najstarijim talijanskim tekstom se obično smatra "Placito di Capua" iz 960., a prvi opsežniji književni tekst je "Ritmo giullaresco toscano" iz 12. stoljeća. "Prava" literarna djela na pučkom talijanskom nastaju od 13. stoljeća. Prije toga književnost nastaje na latinskom, praktičnog je karaktera, i pišu je uglavnom pripadnici crkvenih krugova i njihovi učenici. Talijanska književnost se formira nešto kasnije nego francuska. U počecima je pod provansalskim utjecajem. Francuska proza i balade popularne su među učenim Talijanima u 12., 13., i 14. stoljeću. Francuski putujući zabavljači recitiraju stihove po sjevernoj Italiji. Nastaje i hibridna franko-venecijanska književnost, većim dijelom anonimna. Miješa francusku bazu i motive s elementima sjevernotalijanskih dijalekata. Pisci toga vremena, Venecijanac Martino da Canal i Firentinac Brunetto Latini, znatno bolje barataju francuskim jezikom, a pjesnici (npr. Sordello iz Mantove) pišu stihove na provansalskom (okcitanskom), i pod utjecajem su trubadurske tradicije.
Kroz djelovanje Sicilijanske škole (od 1230.) književnost pokazuje prve znakove uniformnosti, a profilira se i prva poznata varijanta standardnog talijanskog jezika. Pripadnici škole su sardinijski kralj Enzio, Pietro della Vigna, Inghilfredi, Guido i Odo delle Colonne, Jacopo d'Aquino, Ruggieri Apugliese, Giacomo da Lentini, Arrigo Testa i drugi. Pišu ljubavne pjesme, dijelom po provansalskom uzoru.

## 14. stoljeće: Dante, Petrarca, Boccaccio
Velikani trecenta Dante, Petrarca i Boccaccio svoja najvažnija djela pišu na pučkom dijalektu bogate i razvijene Firence, koji će stoljećima kasnije postati model za književni talijanski jezik.
Pjesnik Dante Alighieri (1265–1321), autor Božanstvene komedije, rođen je u plemićkoj obitelji u Firenzi. Svoju pjesničku inspiraciju Beatrice susreće 1274. Njena smrt 1290. ga duboko pogađa. Krizu prevladava udubljivanjem u filozofska i religijska učenja, čime proširuje naobrazbu i stječe visoko moralnu svijest. Protivi se papinim nastojanjima da podvrgne Toskanu crkvenoj vlasti. Nakon dolaska papinih pristaša na vlast, trajno je prognan iz Firenze. Do kraja života se ne uspijeva vratiti te umire u Ravenni. Ljubavno-religiozno pjesništvo u zbirci "Mladenački život" (La vita nuova, 1292–93) inspiriano je ljubavlju prema Beatrice, središnjoj figuri Danteovog pjesništva. Po moralno-filozofskoj koncepciji, konstrukciji, obilju alegorija i svježini nagovještava "Božanstvenu komediju". Nedovršeno filozofsko djelo "Gozba" (Convivio) piše u progonstvu. U raspravi "O umijeću govorenja na pučkom jeziku" (De vulgari eloqentia, 1303–05) analizira oblike i narječja talijanskog jezika u usporedbi s drugim romanskim jezicima i utvrđuje 14 talijanskih narječja. Smatra da valja u dijalektima naći ono zajedničko i na tom temelju postupno zamijeniti latinski pučkim jezikom. Autor je političke rasprave "Monarhija" (Monarchia, 1310–12. ili 1313–17), trinaest očuvanih "Epistula" (Epistole) i dr.
Božanstvenu komediju počinje pisati 1307. ili 1313., a završava je potkraj života. Čini je stotinu pjevanja u rimovanim jedanaestercima, podijeljenih u tri dijela. Dante je pripovjedač i glavni lik. Kroz Pakao, Čistilište i Raj ga vode Vergilije, Beatrice i Sv. Bernard. Riječ je o kozmološki zaokruženoj alegoriji čovjekova putovanja od spoznaje i ispaštanja krivnje do spasenja. Na putu kroz devet krugova pakla Dante susreće niz poznatih likova, junaka i svojih suvremenika, kojima je prema stupnju grešnosti dodijelio odgovarajuće mjesto u paklu, ne štedeći ni crkvene predstavnike. U Danteovu djelu reflektira se kompletan život srednjovjekovnoga svijeta, pa je on u isto vrijeme posljednji pjesnik srednjega vijeka i prvi moderni pjesnik.
- Dante Alighieri (portret Sandra Botticellija, 1495.)
- Prva stranica starog izdanja Božanstvene komedije
- Statua Francesca Petrarche, Galerija Uffizi, Firenca
- Iz starog izdanja Boccacciovog djela "De Casibus Virorum Illustrium"
- William Bell Scott: Boccaccio posjećuje Danteovu kćer

Toskanac Francesco Petrarca (1304.—1374.) je prvi humanist i prvi moderni lirski pjesnik. Smatran je najvećim piscem svoga vremena. Proputovao je Europu, dopisivao se s papama i kraljevima. Pjesme koje je spjevao Lauri objedinjene su u glasovitu zbirku Kanconijer, koja je utjecala na generacije kasnijih pjesnika, i vrelo je najboljih odlika renesansnog pjesništva. Kanconijer čini 366 numeriranih pjesama bez naslova, od čega je 317 soneta, 29 kancona, 9 sestina, 7 balada i 4 madrigala. Zbirka je inspirirana pjesnikovom platonskom ljubavi prema Lauri. Nekoliko soneta u Kanconijeru je usmjereno protiv dvora u Avignonu.
Petrarchin stih je drukčiji od stihova provansalskih trubadura i ranijih talijanskih pjesnika, ali i od Danteovog stiha. Njegova lirika nije transcendentalna ni metafizička, nije upućena na božanstva i nadzemaljsko. Koncentrirana na čovjeka, istražuje njegove osjećaje, psihologiju i doživljaje te ih prikazuje delikatnom finoćom i bogatim pjesničkim slikama. Formu soneta doveo je do savršenstva. Za razliku od Dantea, Petrarca ima širu svijest o talijanstvu. Vezuje talijanski identitet uz stari Rim i velikane njegove umjetnosti i književnosti, a njegova slika Italije je bitno drukčija od srednjovjekovne. Po tome je preteča modernih vremena i aspiracija, a neki ga smatraju začetnikom renesansnog humanizma. Sve eseje i rasprave vezane uz proučavanje Cicerona i rimskih klasika napisao je na latinskom jeziku.
Giovanni Boccaccio (1313. – 1375.) afirmira formu kratke priče i bitno utječe na kasniji razvoj europske proze. Stotinu novela njegove čuvene zbirke Decameron uokvireno je glavnom pričom o skupini muškaraca i žena koja se pred epidemijom kuge povukla u idilično seosko okruženje 1348, i jedni drugima pričaju priče. U njima Boccaccio opisuje karaktere i promatra ljudske osjećaje i strasti. Decameron daje bogatu sliku društva kasnog srednjeg vijeka sa svim njegovim staležima i vidovima života. Građa za priče vjerojatno potječe iz usmene predaje. Petrarchin je suvremenik i blizak prijatelj. I dok je Boccaccio bio oduševljen i zanesen Danteom, Petrarcha je bio suzdržaniji. Dantea je vidio jednom u djetinjstvu i događaja se nije sjećao kao lijepog; nagađa se da je posrijedi bila i zavist zbog Danteove slave. Boccaccio je pod stare dane poslao Petrarchi "Božanstvenu komediju", no Petrarcha je priznao da je nije pročitao.

## 15. i 16. stoljeće: Renesansa

#### Humanizam
U 15. stoljeću jačaju humanističke ideje i nove koncepcije shvaćanja čovjeka. Prinčevi talijanskih kraljevina su pokrovitelji kulture, osnivaju knjižnice i pomažu pisce. Dvorovi postaju središta istraživanja i rasprava – Firenca u vrijeme Lorenza de Medicija, Napulj u vrijeme aragonskih kraljeva, Milano u vrijeme vladavine obitelji Visconti i kasnije Sforza. Papinski dvor u Rimu podupire i štiti velik broj talijanskih i bizantskih učenjaka. Obnavlja se interes za klasičnu filozofiju, naročito Platona. Sredinom i krajem 15. stoljeća jača svijest o tome da talijanski dijalekti mogu biti medij za književnost te da nisu inferiorni latinskom jeziku.
Venecijanac Pietro Bembo u jednoj od prvih talijanskih gramatika (1525.) traži da se talijanski književni jezik utemelji u toskanskim modelima iz 14. stoljeća, naročito u jeziku kojim su pisali Dante, Petrarca i Boccaccio. Suprotnog je stava Gian Giorgio Trissino. U raspravama što su se vodile narednih desetljeća prevagnulo je stajalište P. Bemba, a značajan obol je dala aktivnost firentinske akademije (Accademia della Crusca), koja je 1612. izdala prvo izdanje talijanskog rječnika.
Viteški ep Ludovica Ariosta (1474. – 1533.) Bijesni Orlando je veliko ostvarenje talijanske renesanse. Spaja ljubavnu i ratnu tematiku, a pisan je s elementima nadnaravnoga i ironijskim stavom spram tematike koju je preuzeo iz starofrancuskih romana. Pietro Arentino (1492. – 1556.) je pisac satiričnih soneta o vladarima i crkvenim dužnosnicima i niza drugih književnih oblika s vjerskim i svjetovnim temama.

#### Politički mislioci
Početkom 16. stoljeća Niccolò Machiavelli (1469. – 1527.) piše čuvenu raspravu "Vladar" (Il principe, 1513.), kojom utemeljuje novu vrstu političke znanosti, zasnovane na pragmatizmu. Izvodi je iz promatranja političkih zbivanja njegovog vremena, borbe za vlast i ljudske prirode. Autor je više povijesnih rasprava i sedam knjiga o umijeću ratovanja. U književnosti mu je zapažena komedija "La Mandragola" (1518).
Istaknuti politički teoretičar i povjesničar je i Francesco Guicciardini (1483-1540). Upozorava na vlastite interese onih koji poduzimaju političku akciju. U usporedbi s Machiavellijem, njegovi uvidi su realističniji, katkad i radikalniji. Njegove "Političke i građanske uspomene" (Ricordi politici e civili, 1512–30) utječu na Montaignea, Francisa Bacona i La Rochefoucaulda. U djelu "Povijest Italije" (Storia d'Italia 1537-1540) u 20 knjiga prikazuje razdoblje od 1494. do 1534., nastojeći nepristrano analizirati uzroke i posljedice povijesnih događanja.
- Niccolò Machiavelli (Santi di Tito, druga polovica 16. st.)
- Statua Ludovica Ariosta u talijanskom gradu Reggio Emilia
- Bijesni Orlando, pjevanje 34 (izdanje Francesca Franceschija iz 1565.)
- Glumci commedie dell’arte na kolima na trgu (Jan Miel, 1640.)
- Harlekin i Colombina (Giovanni Domenico Ferretti)

#### Manirizam
U razdoblju manirizma koje nastupa nakon Tridentskog koncila (druga polovica 16. st.) se nizom represivnih mjera obnavlja katoličko pravovjerje. Nastaju utopijske, pastoralne drame. Istaknuta djela su "Aminta", pastoralni spjev Torquata Tassa (1544. – 1595.), "Egle" G. B. Giraldija Cinzija (1504–73) i "Vjerni pastir" G. B. Guarinija (1538–1612). Nastaje i glasoviti Tassov junački ep Oslobođeni Jeruzalem. U visokom svečanom tonu pripovijeda o Prvom križarskom ratu i oslobađanju Isusovog groba. Za razliku od Ariosta, Tasso ne piše svoj ep s ironijskim odmakom. G. Vasari (1511–1574) piše djelo o najznačajnijim umjetnicima epohe, naslovljeno "Životi najizvrsnijih talijanskih graditelja, slikara i kipara".

#### Commedia dell'arte
Sredinom 16. stoljeća u Italiji se rađa commedia dell'arte, poseban kazališni oblik koji se brzo širi i u Francusku i utječe na razvoj tamošnje komedije (Moliere, Marivaux) te se izvodi širom Europe, čak i u Moskvi. Riječ je o improviziranoj, lakrdijaškoj komediji (buffonesca) koju izvode putujući profesionalni glumci. Autor osigurava samo osnovni scenarij, a većina predstave počiva na inicijativi, doskočicama i umijeću glumaca. Vremenom su se formirali tipični likovi - budalasti starac, lukavi sluga (Harlekin), hvalisavi vojnik, pohlepni starac (Pantalone), tužni klaun (Pierrot), sluškinja (Colombina) i drugi. Commedia dell'arte se često izvodi na otvorenim platformama i trgovima, a komični efekt dodatno postiže korištenjem kostima, maski, gesti, plesnih i akrobatskih figura. Forma postupno odumire tijekom 18. stoljeća.

#### Opera
Potkraj 16. st. u Firenci nastaje opera, novi glazbeno-scenski oblik i perjanica talijanske kulture u svijetu u idućim stoljećima. Autor libreta prve opere "Dafne", izvedene 1597. ili 1598. je Ottavio Rinuccini, a glazbu je skladao Jacopo Peri.

## 17. stoljeće: Barok, dekadencija
Barok u talijanskoj književnosti nastupa početkom 17. stoljeća, koje se obično drži stoljećem dekadencije talijanske literature. Neki pisci toga vremena pribjegavaju kićenom i bogatom izrazu kako bi prikrili slabašnost tematike i uvida. Razlozi slabljenja književnosti su protureformacijski pokret, politička prevlast Španjolske, ali i konzervativizam toskanske akademije (Accademia della Crusca), koja nastoji uspostaviti hegemoniju Firence i nametati čistoću toskanskog jezika. Krajem 20. stoljeća neki učenjaci revaloriziraju talijanski barok, nastojeći ponuditi nova shvaćanja i interpretacije. Popularnost satire tumači se potrebom pobune i reakcije. Salvator Rosa u svojim satirama napada poroke i slabosti epohe. Alessandro Tassoni stječe slavu pseudo-herojskom komičnom poemom "La secchia rapita" (1622).
Dominikanac Tommaso Campanella (1568-1639) je istaknuti pjesnik i mislilac. U knjizi "Grad sunca" (Città del sole, 1602.) izlaže program utopijskog društva. U "Atheismus Trionfatus" (1631.) argumentira protiv ateizma. Zbog slobodarskih ideja ga progoni inkvizicija te većinu odraslog života provodi u zatvoru. Suvremenik je dominikanca Giordana Bruna i branitelj Galilea Galileija. Giordano Bruno (1548. – 1600.) je zbog svojih znanstvenih učenja ekskomuniciran iz svih kršćanskih crkvi. Vjerovao je u beskonačni svemir sačinjen od sitnih čestica, i nastojao zamijeniti aristotelizam svojim eklektičnim filzofskim sustavom. Spaljen na lomači kao heretik, u 19. stoljeću postaje simbolom slobodnog mišljenja. Optuživan za herezu je i matematičar i astronom Galieli (1564-1642), zastupnik znanstvenog i racionalnog istraživanja prirode.
Najuspješniji pjesnik epohe je Giambattista Marino (zbirke "La lira" (1608–14) i "La sampogna" (1620), mitološka poema "Adone" (1623)). Mnogi su ga oponašali. Većina kasnijih pjesnika 17. stoljeća piše pod njegovim utjecajem.

## 18. stoljeće: Reforme i novi zamasi

#### Reforma tragedije
Tragedijom "Merope" (1713.) veronski autor Francesco Scipione Maffei najavljuje smjer buduće reforme talijanskog tragičnog teatra. Shakespeareov poklonik Antonio Conti između 1726. i 1747. piše četiri rimske tragedije u nerimovanom stihu (blank verse). Vittorio Alfieri se objavom drame "Cleopatra" 1775. etablira kao dugo očekivani velikan talijanske tragedije. Alfierijeve drame su grube, gorke i nemelodiozne, obrađuju klasične i biblijske teme s naglašenim patriotizmom. Istaknuta djela: "Saul" (1782), "Mirra" (1786). Izvršio je velik utjecaj na romantizam i pokret za ujedinjenje Italije. U autobiografiji opisuje svoja nastojanja da u talijanskoj književnosti stvori dramski opus kakav imaju druge europske nacije.

#### Reforma komedije
Venecijanac Carlo Goldoni (1707-1793) provodi reformu maski naslijeđenih iz commedie dell'arte. Zadanim dijalogom i dramskom strukturom stvara komediju karaktera i običaja. Likovi Goldonijevih komedija su njegovi suvremenici, Venecijanci iz svih društvenih slojeva. Uspješno kombinira iskrenost i duhovitost, a piše s posebnom naklonošću prema građanskom sloju i puku - trgovcima, krčmaricama i ribarima. U njegovim djelima aristokracija u afektu govori učenim toskanskim jezikom, dok likovi iz puka progovaraju bogatim, živopisnim venecijanskim narječjem. Autor je više od stotinu drama, istaknutije su "Kavana" (La bottega del caffè, 1750), "Krčmarica Mirandolina" (La locandiera, 1753), "Mali trg" (Il campillo, 1756), "Lepeza" (Il ventaglio, 1765), "Ribarske svađe" (Le baruffe chiozzotte, 1762). Goldonijevo djelo nadilazi granice Italije i spada u naslijeđe europskog teatra.

#### Patriotizam i klasicizam
Ugo Foscolo (1778. – 1827.), književnik, prevoditelj i publicist, rano se istaknuo kao pjesnik. Pristaša je revolucionarnih ideja i mladoga Napoleona. Borio se na strani Francuza. U svojim odama upozorava Napoleona na opasnost da postane tiraninom. U poeziji izražava pesimizam čovjeka u odnosu prema zakonima materije i vremena. Prvi je talijanski moderni književni kritičar, zauzima se za slobodu pjesnika i njegove imaginacije. Djela su mu najviši dometi neoklasičnog pjesništva.

## 19. stoljeće: Romantizam i ujedinjenje Italije
Alessandro Manzoni (1785–1873) je najistaknutiji predstavnik romantizma. Njegov roman "Zaručnici" (I promessi sposi) je remek-djelo u razmjerima svjetske književnosti. U mladosti je neoklasicistički pjesnik vođen jakobinskim idealima. Živeći kod majke u Parizu (1805-1810) dolazi u dodir s francuskim republikancima i zagovornicima romantizma. Svjetonazor mu kasnije poprima oblik romantičkog kršćanstva, s naglašenom ljubavi za siromašne i otporom prema nasilju. U odi "Peti svibnja" (Il cinque maggio, 1821.) povodom Napoleonove smrti daje prikaz i moralno objašnjenje njegove sudbine. Iduće godine je na njemački prevodi Goethe.
Godine 1821. počinje pisati povijesni panoramski roman o životu običnih ljudi smještenih u kontekst velikih povijesnih događaja (Milanski ustanak, Tridesetogodišnji rat, kuga). Želeći da bude razumljiv širokom krugu čitatelja, odlučuje ga pisati na suvremenom, govornom jeziku obrazovanih Firentinaca. Za taj se jezik zauzimao zbog bogate književne tradicije Firenze, iako je njemu samome bio stran. Nativno je govorio francuskim jezikom i milanskim dijalektom pa je prvu verziju romana (1823) napisao služeći se talijansko-milanskim rječnikom Francesca Cherubinija. Konačna verzija "Zaručnika" je izašla 1840-1842. Manzoni je prethodno boravio u Firenci kako bi usavršio svoj toskanski talijanski. Smatra se da je u Zaručnicima našao balans između učenog i kolokvijalnog firentinskog jezika te stvorio "čistu, ekspresivnu prozu, ni pretencioznu ni provincijalnu", a roman je uspješno dopro do širokog kruga čitatelja. Zadnja verzija "Zaručnika" je postala model talijanskog književnoga jezika i stila za gotovo cijelo stoljeće, a Manzoni je i na čelu komisije koja po ujedinjenju Italije za standardni jezik nove države bira toskanski (1868).
Istaknuti pjesnik, učenjak i mislilac Giacomo Leopardi u filozofskim promišljanjima razvija doktrinu univerzalnog pesimizma. Iako na život gleda kao na zlo, njegova poezija nije tako intonirana. Većina pjesama mu je sabrana u knjizi "I canti" (1831.); neke su domoljubne, a veću umjetničku snagu imaju one nastale iz dubljih, univerzalnijih lirskih pobuda. Pjesnik i nobelovac Giosuè Carducci (1835. – 1907.) je osnovao neoklasicistički književni pokret, koji je poezijom reagirao na romantizam svoga doba. Najveći doprinos poeziji daje zbirkom "Novi stihovi".

## 20. stoljeće: Dekadencija, modernizam, postmodernizam
Dekadentizam Gabrielea D'Annunzija obilježava kraja 19. i početak 20. stoljeća. Ekstravagantna ličnost, estet, pjesnik i egzibicionist, s grupicom vojnika zauzima Rijeku i proglašava se njenim guvernerom, poduzima samostalne zračne pohode na Pulu i istočni Jadran. Smatra se da su mu uspjela djela autobiografski roman "Il piacere" (1889), rane pjesničke zbirke, impresionistička proza u "Nokturnu" (1921) i njegovi kasniji memoari. Iako je D'Annunzio bio poznat širom svijeta, modernizaciju talijanskog intelektualnog života toga vremena uglavnom provodi veliki učenjak i mislilac Benedetto Croce. Autor je gotovo 70 knjiga, a zapaženo djeluje i kroz časopis La Critica (1903–44). Croceov opus filozofskih, kritičkih i povijesnih djela po mnogima je najveći pojedinačni intelektualni pothvat u modernoj talijanskoj kulturi.
Italo Svevo (1861–1928), bliski prijatelj Jamesa Joycea, začetnik je psihološkog romana u talijanskoj književnosti. Njegov roman "Zenova svijest" (La Coscienza di Zeno, 1923.) je klasik modernističke proze. Pripovjedač i dramatičar Luigi Pirandello (1867-1936) piše djela prožeta tragičnim humorom, besmislom i iluzornošću čovjekove stvarnosti. Uz Skandinavce Ibsena i Strindberga presudno utječe na formiranje moderne drame. Drže ga pretečom teatra apsurda i egzistencijalističke književnosti. Nagovijestio je mnoge postupke koji će prožeti prozu sredine i druge polovice dvadesetog stoljeća. U razdoblju od 1917. do 1920. je napisao 12 drama koje su izvodile najbolje kazališne družine; 1925. je osnovao vlastitu kazališnu trupu. Dramama Šest lica traži autora – Sei personaggi in cerca d’autore, 1921; Svatko na svoj način – Ciascuno a suo modo, 1923., i Večeras se improvizira – Questa sera si recita a soggetto, 1929. otkriva tehniku »kazališta u kazalištu« te ukida granice između kazališnog komada i stvarnoga života. Nobelovu nagradu za književnost dobiva 1934. U pripovijetkama je vješto prikazao svijet sicilijanskih ribara i seljaka te rimskog građanstva. U svom najpoznatijem romanu Pokojni Mattia Pascal (Il fu Mattia Pascal, 1904) otvara temu identiteta i pluraliteta ličnosti koja ga trajno zaokuplja.
Sardinijska književnica i nobelovka Grazia Deledda (1871. – 1936.) unosi u talijansku književnost sardinijske seljačke i malograđanske krugove te u pojednostavljenim rasponima toga prohujaloga svijeta otkriva sukobe koji potresaju modernoga čovjeka. Nobelovac Salvatore Quasimodo (1901. – 1968.) kroz stihove suzdržanog izraza posreduje duboka značenja i pjesničke poruke. Po uzoru na grčke tragičare koje je prevodio, razvija stilsku čistoću i jednostavnost izraza. Jedan je od najbitnijih predstavnika hermetizma, u djelima "Potopljena oboa" (Oboe sommerso, 1932), "Erato i Apolion" (Erato e Apollion, 1936), "A večer je već tu" (Ed è subito sera, 1942).
Eugenio Montale (1896-1981) se zbirkom "Prigode" (Le occasioni, 1939) i drugima potvrdio kao bitan pjesnik talijanskog hermetizma (uz Quasimoda i G. Ungarettija). Zaokupljaju ga motivi i trenuci tjeskobne egzistencije, u kojima se pojavljuju kratkotrajni bljeskovi božanskoga, kao neuhvatljiva prilika za spas. U kasnijoj fazi napušta simbolizam i hermetizam, a istu tematiku obrađuje gotovo proznim izrazom. Dobitnik je Nobelove nagrade za književnost 1975. Svrstavan među vodeće talijanske i europske pjesnike 20. stoljeća već za života.
Alberto Moravia (1907–1990) utemeljuje neorealizam. Zaokupljaju ga teme otuđenja, egzistencije i moderne seksualnosti. U književnosti se javio glasovitim romanom "Gli indifferenti" (1929). Po njegovom antifašističkom romanu "Il Conformista" snimljen je istoimeni film redatelja Bernarda Bertoluccija. Ekranizirani su mu i romani "Agostino", "Il disprezzo", "La Noia", "La ciociara". Piše faktičnim i preciznim stilom. Često prikazuje slabosti buržoazije. Od 1959. do 1962. je predsjednik PEN Internationala.
Stvaralaštvo Itala Calvina (1923. – 1985.) je prošlo put od neorealističko-pustolovnog pripovijedanja u ranijim proznim djelima, alegorijsko-bajkovite kombinatorike u trilogiji "Naši preci" (I nostri antenati, 1960.) pa do književnog eksperimenta u "Kozmikomikama" (1965.) i "Te s nulom" (1967.). U romanima "Nevidljvi gradovi" (Le città invisibili, 1972.) i "Dvorac ukrštenih sudbina" (Il castello dei destini incrociati, 1973.) uspješno isprepleće žanrove, a metanarativni roman o čitanju i pisanju "Ako jedne zimske noći putnik" (Se una notte d’inverno un viaggiatore, 1979.) postaje svjetski bestseller.
Umberto Eco, predstavnik postmodernizma i metapovijesnog romana, stječe renome širom svijeta u drugoj polovici 20. stoljeća. Najpoznatiji roman: Ime ruže. Prožeta postmodernističkim postupcima je i proza A. Tabucchija (1943–2012) i A. Baricca (r. 1958), dok ih Gianni Celati (r. 1937), Roberto Pazzi (1946) i Daniele Del Giudice (r. 1949) koriste tek povremeno. Elena Ferrante (rođena vjerojatno 1943.) globalnu popularnost stječe vrlo uspjelim romanima i skrivanjem vlastitoga identiteta. Dario Fo je prvi kazalištarac kojem je dodijeljena Nobelova nagrada za književnost. Oriana Fallaci stječe slavu izvještajima iz konfliktnih područja širom svijeta i intervjuima koje je tijekom 1960-ih i 1970-ih vodila s poznatim i kontroverznim ličnostima. Tršćanin Claudio Magris (1939.), pisac i književni kritičar, slovi kao vodeći stručnjak za povijest i kulturu srednje Europe.